# (6434) Jewitt
(6434) Jewitt es un asteroide perteneciente al cinturón de asteroides descubierto el 26 de julio de 1981 por Edward Bowell desde la Estación Anderson Mesa (condado de Coconino, cerca de Flagstaff, Arizona, Estados Unidos).

## Designación y nombre
Designado provisionalmente como 1981 OH. Fue nombrado en honor de David C. Jewitt (n. 1958) del Instituto de Astronomía de la Universidad de Hawaii. Jewitt, astrónomo consumado, se ha dedicado a la astronomía desde una edad muy temprana. Ha realizado varias contribuciones importantes a la astronomía planetaria, comenzando con su descubrimiento del satélite joviano Adrastea a partir de datos de la Voyager en 1979. Fue co-recuperador del cometa 1P/Halley en 1982. Jewitt es quizás más conocido por co-descubrir el primer cuerpo en el cinturón de Kuiper en 1992, demostrando así que la acreción ocurre más allá de la región planetaria. El principal área de investigación de Jewitt son los cometas, pero sus amplios intereses también le han producido trabajos sobre anillos planetarios, planetas menores, Plutón y discos circunestelares.

## Características orbitales
Jewitt está situado a una distancia media del Sol de 2,327 ua, pudiendo alejarse hasta 2,868 ua y acercarse hasta 1,785 ua. Su excentricidad es 0,233 y la inclinación orbital 14,874 grados. Emplea 1296,17 días en completar una órbita alrededor del Sol.

## Características físicas
La magnitud absoluta de Jewitt es 13,65. Tiene 4,572 km de diámetro y su albedo se estima en 0,404.